# 女神川 (福島県)
女神川（めがみがわ）は、福島県伊達郡川俣町から福島市飯野町にかけて流れる河川であり、一級水系阿武隈川水系の一次支流である。

## 地理
川俣町北西部、伊達市境をなす一貫森、女神山付近を水源とし川俣町西部、福島市飯野町中心部を南下して、福島市南端、二本松市境をなす阿武隈川の蓬萊ダム直下流に合流する。

## 流域の自治体
福島県
- 伊達郡川俣町
- 福島市

## 主な支流
- 境川

## 主な橋梁
下流より記載
- 女神橋（福島市道11524号長根西新田線） - 全長20.0m、幅員3.8m、1964年竣工
- 新鶴巻橋（福島県道40号飯野三春石川線）
- 十王堂橋（福島市道11521号下飯野川前川線） - 全長17.1m、幅員4.0m、1967年竣工
- 飯野橋（福島県道39号川俣安達線旧道）
- （福島県道39号川俣安達線旧道・福島県道40号飯野三春石川線旧道）
- 後川橋（福島県道39号川俣安達線）
- 向舘橋（福島市道11111号後川向舘線） - 全長17.1m、幅員2.7m、1967年竣工
- 第一西戸橋（福島市道11112号後川線） - 全長17.1m、幅員3.0m、1967年竣工
- 第二西戸橋（福島市道11396号西浦線） - 全長21.4m、幅員5.0m、1992年竣工
- 大桂寺橋（福島市道11397号大桂寺線） - 全長20.2m、幅員3.0m、1969年竣工
- 古枝橋（福島市道56号才ノ内線） - 全長22.0m、幅員7.5m、1989年竣工
- 大久保橋（福島市道11429号月夜田上大久保線） - 全長21.7m、幅員5.5m、1968年竣工
  - 大久保橋歩道橋（福島市道11429号月夜田上大久保線） - 全長21.6m、幅員2.0m、1975年竣工
- 二本柳橋（福島市道11353号蛭田線） - 全長18.2m、幅員2.3m、1968年竣工
- 菅平橋（福島市道11352号尺石線） - 全長18.2m、幅員3.0m、1968年竣工
- 北向橋（福島市道11345号北向線） - 全長19.0m、幅員9.8m、2008年竣工
- 田中橋（福島市道11344号芝垣線） - 全長18.2m、幅員2.0m、1931年竣工

## 周辺
- 福島市役所飯野支所